# Sapeurs de la Garde impériale
Les sapeurs de la garde impériale constituent une unité du génie intégrée à la garde impériale de Napoléon Ier.

## Organisation
Le 16 juillet 1810, un décret annonce officiellement la création des sapeurs de la garde impériale : « il sera créé avant le 1er janvier 1811 une compagnie de sapeurs qui fera partie de la garde impériale et sera sous les ordres du commandant du Génie. Cette compagnie sera chargée du service des pompes dans les palais impériaux. »
À sa création, l'unité se compose de 3 officiers, 15 sous-officiers et caporaux, 2 tambours et 104 sapeurs, pour un total de 139 hommes. 6 ouvriers et 10 conducteurs sont chargés du service des 8 pompes à eau placées à la suite du corps. En 1812, l'effectif est porté à 200 hommes. Par la suite, l'effectif augmente à presque 400 sapeurs en 1813, puis à environ 600 hommes en 1814 sous la forme d'un bataillon. En 1815, pendant les Cent-Jours, seule une compagnie de 200 sapeurs est recomposée au sein de la garde impériale. Le rôle civil des sapeurs de la garde se limite au service des pompes à eau pour la sécurité incendie des palais impériaux. En campagne, le corps remplit les missions réservées au génie.

## Campagnes
Lors de la campagne de Russie, la compagnie du génie de la garde est attachée à la division d'infanterie de la Vieille Garde et fait campagne à sa suite. En 1813 lui est adjoint la compagnie des sapeurs de la Jeune Garde nouvellement créée, portant l'effectif à 376 officiers, sous-officiers et sapeurs. En 1814, la compagnie des sapeurs de la garde devient un bataillon à quatre compagnies, dont la 1re seule est de Vieille Garde, pour un effectif total de 615 hommes. Dissous par la Première Restauration, le corps des sapeurs de la garde est réorganisé par Napoléon en 1815 en une compagnie d'environ 200 hommes qui participe à la campagne de Belgique.

## Uniformes

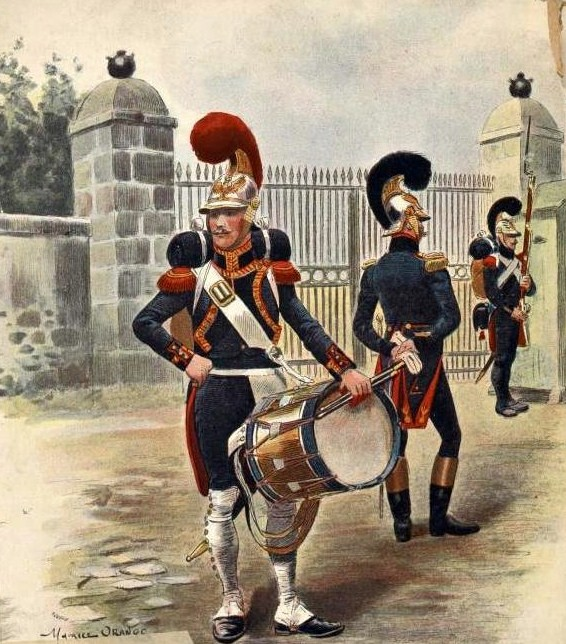
Tambour, officier et soldat des sapeurs de la garde impériale, par Maurice Orange.

Le casque « à la romaine » en fer poli de la troupe est surmonté d'un cimier à chenille noire. Sur le côté émerge un plumet écarlate, placé dans le porte-plumet. Le devant du casque est frappé d'un aigle couronné en cuivre, l'ensemble de la coiffe étant maintenu grâce aux jugulaires à écailles.
L'habit est en drap bleu de roi à revers noirs, ces derniers étant garnis de boutons jaunes. Les collet, parements sont de la même couleur que les revers ; les retroussis écarlates sont ornés d'une grenade dorée. Les épaulettes sont à franges et tournantes écarlates. Le reste de la tenue ― veste et culotte ― est bleu de roi, comme l'habit. Selon la saison, les guêtres sont en toile noire ou blanche.
En endossant la tenue dite « de corvée d'ouvrages », portée lors des travaux de sape, le sapeur passe par-dessus l'uniforme une cuirasse en fer et substitue à son casque poli un casque « qui ressemblait fort à un morion ».